# Poiana, Caraș-Severin
Poiana (maghiară: Pojaná; mai târziu Sebesmező) este un sat în comuna Buchin din județul Caraș-Severin, Banat, România.

## Legături externe

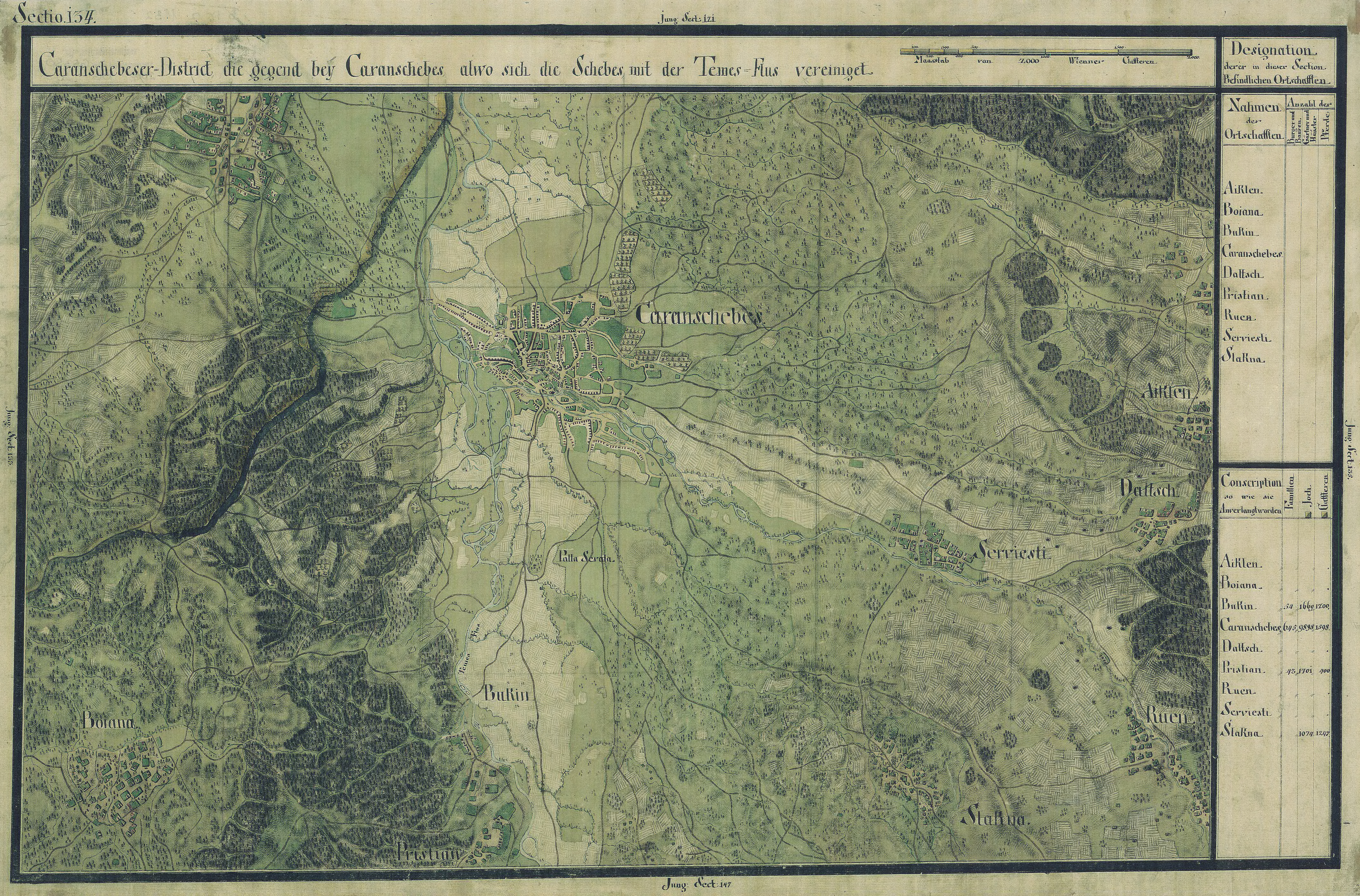
Poiana pe Harta Iosefină a Banatului, 1769-72